# Богданово (Шарканський район)
Богда́ново (рос. Богданово) — присілок у складі Шарканського району Удмуртії, Росія.

## Населення
Населення — 9 осіб (2010; 15 у 2002).
Національний склад станом на 2002:
- удмурти — 93 %

## Урбаноніми[3]
- вулиці — Хмельницького